# Naturschutzgebiet Magerweide am Hömberg
Das Naturschutzgebiet Magerweide am Hömberg mit einer Größe von 0,4 ha lag nördlich von Estinghausen bzw. östlich der Kreisstraße 1 im Stadtgebiet von Sundern (Sauerland). Das Gebiet wurde 1993 mit dem Landschaftsplan Sundern durch den Hochsauerlandkreis als Naturschutzgebiet (NSG) ausgewiesen. Bei der Neuaufstellung des Landschaftsplans Sundern 2019 entfiel der NSG-Status und das Gebiet wurde dem Landschaftsschutzgebiet Grünlandkomplex nördlich Estinghausen zugeschlagen.

## Gebietsbeschreibung
Magerweide mit Einzelsträuchern und kleineren Gebüschkomplexen einem westlich exponierten Steilhang- und zugleich Waldrandbereich. Östlich schließen sich Laub- und Nadelholzbestände an und westlich eine intensiv genutzte Pferdeweide. Aus der früheren Magerweide mit Einzelsträuchern und kleineren Gebüschkomplexen hat sich im Laufe der Zeit mangels Nutzung oder Durchführung geeigneter Pflegemaßnahmen überwiegend ein dichtes, nahezu undurchdringliches Schlehen-Weißdorngebüsch mit einzelnen Wacholder entwickelt. Die Krautschicht war zur Zeit der NSG-Ausweisung artenreich ausgebildet.
Zum Zeitpunkt der NSG-Ausweisung kamen Arten wie Acker-Witwenblume, Rundblättrige Glockenblume, Salbei-Gamander, Wacholder und Wald-Erdbeere vor.
Im Fachinformationssystem des Landesamtes für Natur, Umwelt und Verbraucherschutz Nordrhein-Westfalen wurde als Maßnahmen zum Schutz des Gebietes aufgeführt: Entbuschen, Erhaltung der Landschaftsstrukturen, extensive Grünlandbewirtschaftung, Beweidung und Grünlandnutzung beibehalten. Keine der Schutzmaßnahmen wurde durchgesetzt. Bei Neuaufstellung des Landschaftsplans Sundern war das Gebiet total verbuscht.

## Schutzzweck
Laut Landschaftsplan Sundern erfolgte die Ausweisung:
- „zur Erhaltung von Lebensgemeinschaften oder Lebensstätten bestimmter wildlebender Pflanzen und wildlebender Tierarten,“
- „aus wissenschaftlichen, naturgeschichtlichen, landeskundlichen oder erdgeschichtlichen Gründen,“
- „wegen der Seltenheit, besonderen Eigenart oder hervorragenden Schönheit einer Fläche oder Landschaftsbestandteil.“
- „Erhaltung einer gefährdeten Biozönose, in der eine Rote-Liste-Pflanzenart vorkommt, die hier ihre südliche Verbreitungsgrenze findet (biogeographische Bedeutung); Refugialbiotop; Komplex gut ausgebildet.“[3]

## Verlust des NSG-Status
Die Fläche war 1993 eine Magerweide mit Einzelsträuchern und kleineren Gebüschkomplexen mit Arten wie Acker-Witwenblume, Rundblättrige Glockenblume, Salbei-Gamander und Wacholder. Die Krautschicht war zur Zeit der Ausweisung 1993 insgesamt artenreich ausgebildet. Aus der früheren Magerweide hat sich im Laufe der Zeit, mangels Nutzung oder Durchführung geeigneter Pflegemaßnahmen, ein dichtes, nahezu undurchdringliches Schlehen-Weißdorngebüsch mit einzelnen Wacholdern entwickelt. Keine der definierten Maßnahmen zum Schutz des Gebiets (z. B. Entbuschen, Erhaltung der Landschaftsstrukturen) wurde durchgeführt. Der Besitzer wurde von der Unteren Naturschutzbehörde (UNB) angesprochen, ob er Naturschutzmaßnahmen bzw. eine Nutzung durchführen bzw. durch andere Personen zulassen würde. Der Besitzer verweigerte jede Zusammenarbeit mit der UNB. Da die UNB keine Maßnahmen zur Erhaltung der Fläche anordnet bzw. durchsetzt, was laut der gültigen Gesetze möglich wäre, ging der Wert dieser Fläche dauerhaft verloren.